# لمیر (بخش مرکزی تالش)
لمیر(به تالشی:لںمں)، روستایی از توابع بخش مرکزی شهرستان طوالش در استان گیلان ایران است.
لمیر واژه‌ای است برگرفته از زبان زرتشت در عهد باستان از نام المیرا (قوم بزرگ) که از خدایان زرتشتیان می‌باشد و در گذر زمان ابتدا به المیر و بعدها به لمیر تغییر یافت.این نام در زبان تالشی به‌صورت لِمِر(لںمں)تلفظ می شود که حرف آخر آن (ر) در تالشی تلفظ نمی شود.پسوند بسیاری از اهالی روستا در شناسنامه به شکل "لمر" نوشته شده است.

در سال ۱۳۲۰هجری شمسی در اواسط جنگ خونین جهانی تکنسین های آلمانی مشغول کار در پل روستا لمیر بودند
و پروژه ساخت پل را تا وسط رودخانه لمیر پیش برده بودند که در سوم شهریور آن سال با ورود ناگهانی نیرو های شوروی به ایران این طرح ناتمام ماند 
نیرو های ارتش شوروی ابتدا ماشین باری مهندسان آلمانی را که در بازار امروزی لمیر«محل کنونی مغازه آقا کاظم گنجی»بود از طریق نیرو هوایی منهدم کردند
و پس از آن پل روستا را منهدم کردند
نیرو دریایی شوروی که دریا کاسپی را به یک سیاهی تبدیل کرده بودند به نشانه ایجاد ترس در دل مردم جنگل های روستا لمیر «ارتفاعات سفید سنگان»را به تیر بار بستند
سپس نیرو زمینی ارتش شوروی که از آستارا به ایران ورود کرده بود وارد روستا لمیر شدند و مهندسان آلمانی را دستگیر کردند و تجهیزات آنها را ضبط کردند
و بعد از آن پل چوبی درست کردند و از طریق آن از روستا عبور کردند
عبور نیرو های روس از لمیر در حدود یک هفته طول کشید و مسیر ارتباطی مردم پایین محله لمیر با محلات بالا از جمله سفید سنگان و درزکری و...در این مدت قطع بود
حماسه آفرینان لمیر در دوران تجزیه طلبی
در سال ۱۳۲۴فرقه دموکرات آذربایجان شروع به تجزیه شهرهای ترک‌زبان ایران کرد و توانست 
در چهارم آذر ماه همان سال آستارا را نیز اشغال کند و چهار تن از نظامیان آستارا از جمله سرهنگ علی ظهیر نیا را به شهادت برسانند 
فرقه دموکرات در صدد برآمد تا سرزمین های تالش را نیز اشغال کند تا هم تهدیدی بزرگ برای حکومت مرکزی باشد و هم بتوانند از ظرفیت و موقعیت تالش در برابر اقدامات حکومت استفاده کند 
فرقه دموکرات پس از دسترسی به آستارا به سمت تالش حرکت کرد و توانست لوندویل را نیز اشغال کند 
پس از دسترسی به لوندویل نیرو های فرقه خود را به سیو آو «قره سو امروزی»رساندند.اما بخاطر وجود جنگل و باتلاق های این روستا نتوانستند از آن عبور کنند 
برای همین مسیر ییلاق را در پیش گرفتند و از طریق ییلاقات لوندویل به سمت تالش حرکت کردند
و ییلاقات گونش،سلی و...را اشغال کردند
نیرو های فرقه خود را به ییلاق کاروانسرا رساندند اما از این ییلاق نتوانستند عبور کنند،چرا که عشایر غیور لمیر و ویزنه عزم خود را جزم کرده و آماده شده بودند در برابر این فرقه و نیرو هایش بایستند
جلیل حیرتی اولین کسی بود که مبارزه با این مزدوران را سرلوحه زندگی خود قرار داد و ابتدا به تنهایی و بعد ها با شش یار خود در برابر این فرقه جنگیدند 
کمبود فشنگ از مشکلات اصلی قهرمانان منطقه بود 
راوی میگوید:هر بار که برای جنگجویان غذا می‌بردیم مرتبا این حمله را از جلیل حیرتی می شنیدیم که می‌گفت:اگر به شما ده گلوله شلیک کردند شما فقط یک گلوله شلیک کنید
و اما این هفت جنگجو عشایر:جلیل حیرتی،بهلول حیرتی،اشرف خودکار،اشرف اشرفی،علی حسن نظری،عباد روانستان و صفر علی رزمجو اشخاصی بودند که یکسال در سخت ترین شرایط در برف و باران و سرما در ییلاقات در برابر فرقه دموکرات جنگیدند و از وطن و ناموس خود دفاع کردند
در اواخر آذر سال ۱۳۲۴جنگی به مدت دو هفته در ییلاق کاروانسرا در گرفت.جنگی که از هیچ نظر عادلانه نبود
تعداد نیروهای فرقه بین سیصد الی چهار صد نفر اعلام شده اند که به تیربار مجهز بودند و بارها ییلاقات کاروانسرا،مسکین و....را به گلوله بستند اما نتوانستند به ییلاقات دسترسی پیدا کنند،حتی کار به جایی رسید که علیشاه معاون فرمانده فداییان«واحد های نظامی فرقه» آستارا شخصا خود را به ییلاق رساند تا علل توقف نیروهایش را جویا شود و در حین نبرد فهمید که جنگ با عشایر مسلح لمیر و ویزنه غیر ممکن است
این جنگ بعد از ده هفت کش و قوس در نهایت با پیروزی عشایر غیور منطقه به پایان رسید و نیروهای فرقه برای همیشه قید عبور از این ییلاق را زدند و به لوندویل و آستارا برگشتند 
تعداد کشته و زخمی های این فرقه از زبان نیرو های خودشان در این نبرد سرنوشت ساز ۸۰الی۱۲۰نفر اعلام شده است
پایان جنگ برای عشایر با کشته شدن ناجوانمردانه علی حسن نظری و زخمی شدن اشرف اشرفی از ناحیه صورت پایان یافت
نیرو های فرقه به رغم کینه ای که با عشایر داشتند جنازه مرحوم علی حسن نظری را به سم اسب بسته و تا ییلاقات لوندویل با خود برده بودند
نکته مهم و جالب این جنگ سبک زندگی عشایر بود که هر یک در زندگی شخصی خود اشتباهات و خطا هایی را مرتکب شده بودند اما وقتی که وطن و ناموس خود را در خطر دیدند چوخه خود را به تن کرده و تفنگ های خود را برداشتند با متجاوزان جنگیدند
لازم به ذکر است که این قهرمانان به سبب افتخار آفرینی که داشتند در عین گمنامی زندگی را گذراندند و هر کدامشان در گوشه ای از تاریخ چشم از جهان فرو بستند و دنبال هیچگونه پست و مقامی نبودند
بعد از پایان جنگ به شغل دامداری و کشاورزی پرداختند 

روحشان شاد و یادشان گرامی 🇮🇷

### تاریخچه
قلعه‌های مخروبه باستانی موجود در منطقه سلطان سفید در کوهستان لمیر حاکی از آن است که در آنجا با روشن کردن آتش آئین‌های دین زرتشت را برگزار می‌کردند.
منطقه لمیر سرزمینی جنگلی و سرسبز در کوه‌های تالش است که در زون ساختاری البرز غربی - آذربایجان قرار گرفته‌است. مطالعات میدانی و کتابخانه ای صورت پذیرفته در این منطقه نشان دهنده این است که سطح وسیعی از این منطقه را سنگ‌های آتشفشانی از نوع آندزیتی پوشانده است. عملکرد فرایندهای مختلف زمین‌شناسی مانند فعالیت‌های آتشفشانی، هوازدگی و فرسایش باعث ایجاد مجموعه متنوعی از آبشارهای مرتفع و زیبا، چشمه‌ها، دره‌ها و پرتگاه‌های زیبا و رودخانه‌های فصلی و دائمی در این منطقه شده‌است.
لمیر بعلت دارا بودن منابع وسیع جنگلی، رودهای همیشه پرآب، مناطق جلگه‌ای حاصلخیز و از طرفی همجواری با دریای خزر(Caspian Sea) از دیرباز مورد توجه اقوام مختلف از قبیل تالش، گیلک و به ویژه آذری‌ها قرار گرفته بود که گویش ۷۰ درصد مردم در قرون گذشته تالشی و ۳۰ درصد هم آذری بوده‌است.
پس از جنگ خونین جهانی جمعی از مردم شوروی (کشور آذربایجان) برای فرار از قحطی و جنگ زدگی به این منطقه تالش‌نشین مهاجرت کردند. از اینرو ۸۰ درصد اهالی شیعه می‌باشند و به زبان آذری و اقلیتی هم وجود دارند که سنی مذهب هستند و به لهجه خاصی اززبان تالشی گویش می‌کنند که به تالشی لوندویل نزدیک تر است تا تالشی هشتپر.
حضور سرتاسری مردم این دیار در هشت سال دفاع مقدس ۷ شهید و ده‌ها جانباز و اسیر را به ارمغان آورده‌است.
هر یک از این پدیده‌ها به عنوان میراث‌های ارزشمند زمین‌شناسی می‌باشند و بستر مناسبی را برای توسعه صنعت ژئوتوریسم فراهم آورده‌اند، ولی تاکنون به دلیل عدم معرفی مناسب و کافی برای زمین شناسان، گردشگران و ورزشکاران ناآشنا می‌باشد که ما سعی می‌کنیم بخشی از این جلوه‌های طبیعی زیبا را معرفی نماییم.

## جمعیت
این روستا در دهستان کوهستانی تالش قرار دارد و براساس سرشماری مرکز آمار ایران در سال ۱۳۸۵، جمعیت آن ۱۰۰ نفر (۲۹خانوار) بوده‌است.